# Tau Aquilae
Désignations
Tau Aquilae est une étoile de la constellation de l'Aigle, située à ∼ 549 a.l. (∼ 168 pc) de la Terre.